# NetFront Browser
NetFront Browser（ネットフロントブラウザ）とは、株式会社ACCESSが開発している組込機器用のウェブブラウザである。

## 概要
携帯電話（NTTドコモ・ソフトバンク）、PDA、ゲーム機、セットトップボックスに搭載されている。
モジュール化されていて、必要な機能を取捨選択して実装できる。Adobe社と共同開発により、Adobe Reader LE、Adobe Flash Playerも移植されている。主要なHTMLレンダリングエンジンの中では、唯一、PC版を提供していない。Net Applicationsの調査によると、2013年10月現在、世界シェアは0.05%。
Windows CE搭載のPDAユーザーの中には、標準搭載のPocket Internet Explorerを嫌って使用する人もいる。
2010年に発表されたNetFront Browser 4.0で3.5より、SunSpiderのベンチマークでJavaScriptエンジンが20倍高速化した。しかし、JITコンパイラは搭載しておらず、JITを搭載した他のエンジンよりも遅い。
window.eajax.gc()でJavaScriptのGCが呼べるなど、一部独自拡張をしている。
NetFront Life BrowserおよびNetFront Browser NXはブラウザエンジンに WebKit を利用している。

## 主な機能
- HTML4.01、XHTML1.1（含Mobile Profile）、cHTML、XHTML Mobile Profile 1.2、WML 1.3、SVGT-1.2、SMIL 2.1、RSS feed（RSS 0.9/0.91/0.92/1.0/2.0、Atom 0.3/1.0）、HTML5の一部
- CSS1、CSS2.1、CSS3（一部対応）、CSS MP1.1
- ECMAScript Mobile Profile
- ECMAScript 262 3rd Edition（JavaScript 1.5相当）
- DOM Level1、Level2、ダイナミックHTML、Ajax（XMLHttpRequest）
- キャッシュ
- 遷移ヒストリ
- オフラインブラウジング
- ストリーミングダウンロード
- Direct ConnectTM（ブラウザからのSecureなデバイス監視および制御機能）
- Rapid-RenderTM
- Smart-Fit RenderingTM
- RtoL Rendering（アラビア語など、テキスト方向が右から左の言語を表示することが可能）
- 画像フォーマット：GIF、GIFアニメーション、JPEG、プログレッシブJPEG、PNG、MNG、BMP、WBMP
- 国際化対応 （各種文字コードセットサポート）
- HTTP cookieフルサポート
- HTTP1.1
- SSL Ver2、Ver3、TLS1.0
- SSLルート証明書
- SSLクライアント認証機能（PKCS #7、#10、#12）
- ICカードを使用したSSLクライアント認証機能（PKCS #11）
- OMA* DRM (OMA*で規定されたForward lock/combine deliveryのコンテンツ認識・表示機能)
- IPv4/IPv6デュアルTCP/IPプロトコルスタック
- ブラウザ機能拡張：プラグイン、ヘルパーアプリケーション

（ NetFront Browser v4.2の機能仕様 より引用・搭載機器により実装されていない機能あり）

## 主な搭載（可能）機器
ソニー・コンピュータエンタテインメント
PlayStation BB Unit - PlayStation 2専用モデムにもバンドルされていた。
PlayStation Portable
PlayStation Vita
ウォークマンXシリーズ
任天堂
64DD - 一般WWWに加えて専用コンテンツ「ランドネット」にも接続できた。
ニンテンドーDS - 2006年10月16日よりソフト開発メーカーに向けて提供開始。対応ソフトに内蔵される形。
ニンテンドー3DS
Windows CE/Pocket PC/PDA
ヒューレット・パッカード iPAQ
カシオ計算機 - カシオペア
シャープ - ザウルス
Palm OS搭載機
各社携帯電話・PHS
各社カーナビゲーションシステム
その他、いわゆる情報家電に多数搭載。

## 参照
1. ↑  情報家電向けインターネットブラウザ | 株式会社ACCESS
2. ↑  NetFront® Browser v4 for Windows Mobile® コンセプト版 更新履歴 | 株式会社ACCESS
3. ↑  Browser market share
4. ↑  ACCESS、“今より10～15倍速い”「NetFront Browser v4.0」を開発中
5. ↑  ACCESS、JavaScriptエンジンを高速化した「NetFront Browser v4.0」を発表
6. ↑  Embedded Ajax
7. ↑  NetFront® Life Browser